# Campeonato nacional de Estados Unidos 1910
Lista de los campeones del Campeonato nacional de Estados Unidos de 1910:

## Senior

### Individuales masculinos
William Larned vence a  Tom Bundy, 6–1, 5–7, 6–0, 6–8, 6–1

### Individuales femeninos
Hazel Hotchkiss Wightman vence a  Louise Hammond, 6–4, 6–2

### Dobles masculinos
Fred Alexander /  Harold Hackett vencen a  Tom Bundy /  Trowridge Hendrick, 6–1, 8–6, 6–3

### Dobles femeninos
Hazel Hotchkiss Wightman /  Edith Rotch vencen a  Adelaide Browning /  Edna Wildey, 6–4, 6–4

### Dobles mixto
Hazel Hotchkiss Wightman /  Joseph Carpenter, Jr. vencen a  Edna Wildey /  Herbert Morris Tilden, 6–2, 6–2
| Predecesor: 1909                         | Campeonato nacional de Estados Unidos 1910 | Sucesor: 1911                           |
| Predecesor: Campeonato de Wimbledon 1910 | Grand Slam 1910                            | Sucesor: Campeonato de Australasia 1911 |

- Datos: Q2419096